# مارتینا ارتل-رنتس
مارتینا ارتل-رنتس (آلمانی: Martina Ertl-Renz؛ زادهٔ ۱۲ سپتامبر ۱۹۷۳) اسکی‌باز آلپاین اهل آلمان است.